# Compsaraia compsus
Compsaraia compsus és una espècie de peix pertanyent a la família dels apteronòtids.

## Descripció
- Pot arribar a fer 33,9 cm de llargària màxima.
- Cos allargat.
- 164-190 radis tous a l'aleta anal.
- 5-7 fileres d'escates grans sobre la línia lateral.[6][7]

## Hàbitat
És un peix d'aigua dolça, bentopelàgic i de clima tropical.

## Distribució geogràfica
Es troba a Sud-amèrica: conques dels rius Orinoco, Meta, Apure i  Negro.

## Observacions
És inofensiu per als humans.